# Revel Resort and Casino
Le Revel Resort and Casino est un gratte-ciel de 219 mètres construit en 2012 à Atlantic City aux États-Unis.

## Conception et construction
La tour hôtelière de l'Ocean Casino Resort est la plus haute structure d'Atlantic City et la quatrième plus haute de l'État du New Jersey avec une hauteur de 219 mètres; c'est également la deuxième plus haute tour de casino aux États-Unis,. Arquitectonica était l'architecte concepteur du projet. BLT Architects était l'architecte exécutif pour l'ensemble du projet et architecte officiel pour 75 % de l'installation. Tishman Realty & Construction, qui a été le gestionnaire de la construction de The Borgata, a joué le même rôle pour Revel. Scéno Plus, une entreprise de design basée à Montréal, a contribué à la conceptualisation et à la mise en œuvre du casino de Revel, d'une superficie de 12 000 mètres carrés,. À l'été 2008, le projet a été officiellement réduit à une seule tour d'hôtel de 1 900 chambres en raison d'un manque de financement[réf. nécessaire]. En mars 2009, la construction a été interrompue en raison de difficultés à réunir les fonds nécessaires à l'achèvement du projet. Revel a repris la construction en février 2011 après l'obtention d'un nouveau financement, et a ouvert avec 1399 chambres,.